# 1916 au Manitoba
Chronologie du Manitoba
- 1912
- 1913
- 1914
- 1915
- 1916
- 1917
- 1918
- 1919
- 1920

Cette page concerne des événements survenus en 1916 dans la province canadienne du Manitoba.

## Politique
- Premier ministre : Tobias Crawford Norris
- Chef de l'Opposition :
- Lieutenant-gouverneur : Douglas Colin Cameron puis James Albert Manning Aikins
- Législature :

## Naissances
- 26 septembre : Ab Collings (né à Winnipeg), joueur professionnel de hockey sur glace canadien.